# Обертинський район
Оберти́нський район — колишній район у складі Станіславської області УРСР. Центром району було містечко Обертин.

## Адміністративний устрій
17 січня 1940 року Городенківський повіт було розділено на три райони — Городенківський, Обертинський і Чернелицький райони. До Обертинського району відійшли села ґмін Обертин і Незвіска.
Першим секретарем райкому компартії призначений Демідов П.Й. (до того — другий секретар Ново-Псковського райкому КП(б)У Ворошиловградської області).
У роки II світової війни територія району була окупована німцями і увійшла до Городенківського староства (крайсгауптманшафту) Дистрикту Галичина, а з 1 квітня 1942 р. — до Коломийського староства. В навесні 1944 року Радянські війська знову захопили територію району і був відновлений Обертинський район з усіма установами.
Станом на 1 вересня 1946 року площа району становила 300 км², кількість сільських рад — 21, селищних — 1. 
На 22.01.1955 в районі залишилось 16 сільрад.
Указом Президії Верховної Ради УРСР 30 грудня 1962 р. Обертинський район ліквідовано і приєднано до Городенківського району..

## Діяльність ОУН і УПА
На території району діяла районна організація ОУН, очолювана районним проводом ОУН, який підпорядковувався Коломийському надрайонному проводу ОУН.

## Адміністративний поділ станом на 1 вересня 1946 року[5]
- Обертинська селищна рада
  - селище Обертин
  - хутір Вакарівка
  - хутір Небелівка
  - хутір Підвільхи
- Балагурівська сільська рада
  - село Балагурівка
- Воронівська сільська рада
  - село Воронів
- Гавриляцька сільська рада
  - село Гавриляк
  - хутір Деренюк
- Гарасимівська сільська рада
  - село Гарасимів
  - хутір Гнила
  - хутір Деренок
- Гончарівська сільська рада
  - село Гончарів
- Жабокруківська сільська рада
  - село Жабокруки
  - хутір Ігриська
- Живачівська сільська рада
  - село Живачів
  - хутір Півтораки
  - хутір Стичин Ставок
- Жуківська сільська рада
  - село Жуків
  - хутір Бурсівка
  - хутір Вигадівка
  - хутір Греблі
  - хутір Дубівка
  - хутір Клебаня
  - хутір Лиса Гора
  - хутір Одая
  - хутір Слобідчина
  - хутір Шевське
- Ісаківська сільська рада
  - село Ісаків
- Луківська сільська рада
  - село Лука
  - хутір Монастирок
- Незвиська сільська рада
  - село Незвисько
  - хутір Королівка
- Олещинська сільська рада
  - село Олещин
- Петрівська сільська рада
  - село Петрів
- Підвербцівська сільська рада
  - село Підвербці
  - хутір Гориставки
- Раковецька сільська рада
  - село Раковець
- Семенівська сільська рада
  - село Семенівка
- Сокирчинська сільська рада
  - село Сокирчин
- Унізька сільська рада
  - село Уніж
- Хотимирська сільська рада
  - село Хотимир
  - хутір Вишнячка
  - хутір Зеленівка
- Чортовецька сільська рада
  - село Чортовець
  - хутір Глибока
  - хутір Гостилів
  - хутір Кендюх
  - хутір Печір'я
- Яківська сільська рада
  - село Яківка
  - хутір Слобідчина